# Boy Nijgh
Boy Nijgh (Haarlem, 1 oktober 1955 – Stadskanaal, 20 april 2013) was een Nederlands voetballer.
Nijgh begon met voetballen bij de amateurs van EDO in Haarlem. Na verhuizing naar de provincie Groningen kwam hij uit voor SJS, Onstwedder Boys en eersteklassers VV Titan (vanaf 1976) en VV Valthermond (vanaf 1978). In 1979 maakte hij op 23-jarige leeftijd de overstap naar betaaldvoetbalclub FC Groningen. Bij deze eerstedivisionist kwam hij echter uit in het beloftenelftal. In de zomer van 1980 werd hij in eerste instantie verhuurd aan sc Heerenveen. Hij veroverde een basisplaats en werd in oktober 1980 definitief overgenomen van Groningen. Door de Heerenveen-supporters werd hij in het seizoen 1982/83 uitgeroepen tot speler van het jaar.
Van 1984 tot 1989 kwam Nijgh uit voor BV Veendam. Voor Veendam maakte hij op 11 juni 1986 tegen Willem II een belangrijk doelpunt waardoor de club voor het eerst naar de Eredivisie promoveerde. Na een jaar volgde echter weer degradatie en weer een jaar later promoveerde BV Veendam, mede dankzij een 1 - 0 uitoverwinning op naaste concurrent MVV op 30 april 1988 (doelpunt van Nijgh), opnieuw naar de Eredivisie. In 1989 beëindigde Nijgh zijn loopbaan in het betaalde voetbal. Hij speelde vervolgens nog voor SC Stadskanaal.
Nijgh was later als coach werkzaam bij SC Stadskanaal. In het seizoen 2012/13 was hij samen met Jans Deenen hoofdtrainer van het eerste elftal van Stadskanaal. Nijgh overleed na een val van de trap in zijn huis. Hij werd 57 jaar. Nijgh werd gecremeerd in crematorium "De Boskamp" in Assen.
Nijgh is de vader van René Nijgh, die als voetballer op professioneel niveau uit kwam voor FC Emmen.